# T.13
T.13 — бельгийский истребитель танков 1930-х годов. Разработан и производился компанией Vickers, некоторое число машин было произведено на заводах компаний Miesse и Familleheureux. Было произведено около 300 машин.

## История
Внимательно следя за политическими и военными событиями в Германии, бельгийское военное командование признавало необходимость в бронированных гусеничных машинах или танках. Политический взгляд на этот вопрос, однако, был немного сложнее: бельгийское правительство, помня тотальное уничтожение своей страны в Первой Мировой войне, пыталось отчаянно сохранить нейтралитет, потому политики правых политических партий Бельгии требовали воздержаться от покупки таких наступательных вооружений как танки и бомбардировщики, чтобы не спровоцировать Германию на начало новой войны, а политики из левых партий отвергали производство тяжелого вооружения на идеологической основе.
С этой точки зрения истребитель танков Т.13 можно было бы охарактеризовать как результат компромисса: машина была лёгкой, с тонкой бронёй и открытым боевым отделением, наподобие немецких Panzerjäger I, что привело к созданию машины класса истребителя танков, а не настоящего танка. Кроме того, как и в случае с более позднего лёгкого танка Т.15, такие слова как «танк» или «бронетанковое/механизированное подразделение» никогда не использовались в официальных обозначениях подразделений, предпочтение отдавалось названиям: «бронированный/гусеничный автомобиль» и «кавалерия».

## Предшественники
Поскольку бельгийские вооруженные силы осознали необходимость дальнейшей механизации армии в 1930-х годах, был рассмотрен ряд зарубежных производителей. В 1934 году бельгийская армия заказала более 20 артиллерийских тягачей «Vickers Carden Loyd 1934 года» у британской фирмы Vickers. Они были переданы горным частям в Арденнах, чтобы буксировать недавно приобретенную горную пушку Bofors 75 мм образца 1934 года. Впечатлившись характеристиками машины как на холмистой, так и на равнинной местности, бельгийские Вооруженные силы решили пойти немного дальше и экспериментально оснастили трактор 47-мм противотанковой пушкой. Так на основе артиллерийского тягача появился первый экспериментальный образец Т.13.

## Разработка версий B1 и B2
Довольная работой артиллерийского тягача Vickers 1934 года, бельгийская армия оснастила ещё 32 недавно заказанные машины противотанковой пушкой FRC Herstal 47 мм образца 1931 года. Однако, из-за большой тяжести пушки, было принято решение поставить орудие танка так, чтобы оно смотрело против движения танка, чтобы сохранить достаточно места для экипажа и боеприпасов, а также сместить центр тяжести.
На Т.13 была установлена подвеска «Horstmann», которая была изобретена Сидни Хорстманом. Помимо того, что она была относительно проста в сборке, компактна и легка, она долго изнашивалась и легко заменялся при повреждении в полевых условиях. Ведущая звездочка находилась спереди, но не было ни холостых, ни возвратных роликов. В истребителе танков также были установлены 5-цилиндровый бензиновый двигатель «Meadows» мощностью 51 л. с. и пятиступенчатая преселективная коробка передач. Рулевое управление представляло собой комбинацию разгрузки привода на одну колею и торможения для увеличения поворота. В машине могли находиться 3 человека. Радиоприёмником Т.13 оснащены не были.
Броневая защита была мала, но всё же лучше, чем у Т.15. Лобовая броня из закалённой стали имела толщину 12 мм. Бортовая броня на базе машины и башне была 6 мм и тоже состояла из стали, небольшая тонкость брони была обусловлена желанием минимизировать вес, затраты и политическое напряжение, вызываемое машиной. Это означало, что экипаж Т.13 был полностью защищен только от непрямого взрыва и осколочных повреждений, адекватно защищен от огня стрелкового оружия в лоб, но не с боков, и, что самое главное, не был защищен вообще от большинства лёгких противотанковых снарядов, таких как 12,7 × 99 мм НАТО, снарядов Boys (ПТР) или немецких снарядов 13,25 × 92 мм SR. Кроме того, боковая броня должна была быть уменьшена в размере, чтобы обеспечить полный 360-градусный ход башни, ещё больше подвергая экипаж вражескому винтовочному огню.
Вооружение было довольно тяжёлым для этой лёгкой машины, что придавало истребителю танков Т.13 очень неприятную отдачу. Основным вооружением являлась 47-мм противотанковая пушка образца 1931 года, которая стреляла 1,52-кг бронебойными снарядами и могла пробивать 47-мм броневую обшивку с расстояния 300 м, что для своего времени являлось впечатляющими характеристиками. Максимальная дальность стрельбы пушки составляла 2000 м, и, поскольку имелись как бронебойные, так и осколочно-фугасные снаряды, пушка обладала также полезными противотанковыми возможностями. Вторичное вооружение состояло из одного установленного в башне ручного пулемёта Браунинга M1918 под патрон калибра 7,65×53 mm «Belgian Mauser» и скорострельностью 500—650 выстрелов в минуту.

### Производство B1 и B2
После того как опытный образец Т.13 В1 прошел все испытания, в 1935 году было решено начать их производство: компания Miesse под Бюйзингеном (недалеко от Брюсселя) произвела 32 Т.13 В1, все на базе импортных английских артиллерийских тягачей Vickers 1934 года постройки. Модель Т.13 В2 была дальнейшим развитием модели В1, но на самом деле лишь незначительно отличалась от неё: самыми главными отличиями были переработка башни машины и замена ранее заказанных артиллерийских тягачей Vickers на меньший, но более экономичный тягач Vickers/Familleureux utility. Производство Т.13 В2 закончилось в 1937 году.

## Разработка B3
Хотя бельгийские вооруженные силы в целом были очень довольны возможностями существующих Т.13 В1 и В2, но с обеими моделями истребителей танков были существенные проблемы. Поскольку тягачи «Vickers» не были предназначены для постройки истребителя танков, они столкнулись с проблемой неравномерного распределения веса. Это привело к тому, что первая модель Т.13 была маломощной, несколько неустойчивой при ведении огня и склонной к механическим неисправностям из-за перегрузки. Её масса составляла 4,5 тонны, что для бензинового двигателя мощностью 51 л. с. было сверх нормы. Хорошим решением могла показаться покупка машин из-за рубежа, но, хоть и Бельгийская экономика работала хорошо, из-за Великой депрессии, цены на танки сильно выросли, из-за чего, их импорт стал крайне не выгодным. Потому, бельгийское правительство приняло решение начать разработку Т.13 B3
Таким образом, в качестве эксперимента, в 1936 году для версии B3 был куплен тягач у уже традиционного Бельгийского поставщика, компании Vickers — бельгийский опыт с заказами от конкурирующих иностранных компаний, таких как компания Renault, был очень разочаровывающим (см. AMC 35). Тягач назывался «Vickers-Carden-Loyd Mk. II B», был оснащён мощным 6-цилиндровым бензиновым двигателем Meadows и коробкой передач типа «crash». Общая конструкция машины была практически идентична лёгкому танку Т.15, уже состоявшему на вооружении бельгийских вооруженных сил, также разработанному и произведенному фирмой «Vickers». Подвеска была сделана опять же фирмой Horstmann. Рулевое управление снова представляло собой комбинацию снятия привода с одной колеи и торможения для увеличения поворота.
Большая площадь гусеницы, включение в конструкцию возвратных катков и более мощный двигатель убедили бельгийские вооруженные силы в том, что этот тягач будет превосходить прошлые версии истребителя танков. Однако, вместо того, чтобы в этот раз покупать тягачи напрямую у Vickers, заказать их у бельгийского тракторного завода Familleheureux, у которого была лицензия на производство. Это позволило бы увеличить производство и уменьшить затраты, по сравнению с версиями Т.13 В1 и В2.
Окончательная версия T.13 B3 по конструкции сильно отличалась от более ранних версий B1 и B2, но назвали его всё равно Т.13 B3. Очевидно, это было сделано для того, чтобы преуменьшить тот факт, что производился новый истребитель танков, а не вариант старых систем. Это было сделано опять-таки, как объяснялось ранее, как по внутренним политическим причинам, так и для того, чтобы не спровоцировать Германию на новую войну. Шасси Т.13 B3 было больше, также, была полностью переделана башня. Пушка больше не была направлена назад, как в первых двух версиях. Броня была лишь немного улучшена до 13 мм бронированной стали на лбу и до 7 мм стали по бокам, но этого было всё равно недостаточно, чтобы справиться с чем-либо, кроме огня стрелкового оружия, взрывных и осколочных повреждений. Однако шасси стало достаточно большим, чтобы спокойно вместить экипаж из четырёх человек без необходимости в новых боковых броневых панелях, что также позволяло пушке перемещаться на 360° без снижения (все ещё очень низкого) уровня броневой защиты
Но наиболее важным и очевидным отличием был более крупный и мощный двигатель, который дольше изнашивался и позволял значительно увеличить мощность и маневренности в полевых условиях. Максимальная скорость для Т.13 B3 по эксплуатационным соображениям сохранялась примерно такой же, как для версий В1-В2: 41 км в час против 40 км в час. Вооружение, кроме прицельных систем, оставалось нетронутым, хотя можно было перевозить и больше боеприпасов. Запас хода был увеличен: с 240 км для B1 и B2 до 400 км. Общий вес стал 5,08 тонны.

### Производство B3
Из-за того, что компании Familleheureux нужно было наладить производство после получения лицензии от Vickers в 1936 году, поставка первого серийного T.13 B3 началась только в 1938 году. После того, как в сентябре 1939 года началась Вторая мировая война, производство было ускорено, чтобы оснастить как можно больше армейских подразделений новым истребителем танков. После поставки первых Т.13 В3 бельгийская армия окончательно удовлетворилась полученным истребителем танков и увеличила количество заказанных машин. Производство B3 закончилось вместе с началом битвы за Бельгию. В общей сложности на заводе Familleheureux было выпущено от 250 до 255 единиц этой техники. Вместе с более ранними версиями В1 и В2, число T.13 в бельгийской армии составляло в общей сложности от 303 до 311 машин. Однако, несколько десятков таких Т.13 все ещё находились на заводе в процессе дооснащения, когда началась война, а также для около двадцати машин просто не успели найти и обучить экипаж.

## Использование T.13
Всего в бельгийской армии было 16-18 рот Т.13 по 12 машин в каждой, а также ряд отдельных машин и отрядов. Эти роты Т.13 были в основном добавлены к некоторым из существующих пехотных дивизий: 1-я, 2-я, 3-я, 4-я, 7-я, 8-я, 9-я, 10-я, 11-я и 18-я пехотные дивизии имели по одной роте Т.13 на 10 мая 1940 года. Только 1-я горная дивизия называющаяся «Арденнские егеря» и две кавалерийские дивизии имели по 2-3 роты. Вместе с 42 полевыми лёгкими танками Т.15 обе бельгийские кавалерийские дивизии имели по 50 бронированных гусеничных машин каждая, причем пехота в основном перевозилась на мотоциклах, а тяжёлое вооружение-на грузовиках и ряде легкобронированных, но колесных машин. Правда, несмотря на немалое для Бельгии количество техники, бельгийское командование, (также как и французское) следовало довольно неэффективным доктринам Первой Мировой Войны. Вместо того, чтобы использовать бронетанковые подразделения как самостоятельные боевые единицы, чтобы извлечь максимальную выгоду из их скорости и мобильности, подразделения прикреплялись к другим, более медленным, пехотным частям.
Непосредственно на войне Т.13 часто был подвержен неисправностям, особенно часто ломались старые и маломощные версии В1 и В2, хотя и спешно поставленные Т.13 В3, также имели проблемы. Например, 8-я рота 2-го полка уже имела сломанный Т.13 в самый первый день битвы за Бельгию, а через восемь дней, работали только 4 из 12: хоть некоторые из них были уничтожены в бою, по крайней мере половина была потеряна из-за механических поломок или бомбардировок люфтваффе. Т.13 с открытым верхом были очень уязвимыми целями при воздушном нападении, а подавляющее превосходство в воздухе Люфтваффе во время войны в Западной Европе привело к большим потерям. Также, из-за открытого верха, машина была полностью уязвима для артиллерийского или даже лёгкого минометного огня.
Ещё одной очень важной проблемой оказалось отсутствие радио, это часто приводило к задержке целых дивизий, находящихся в ожидании одного мотоциклиста в качестве связного. Очень часто бронетанковые части находились всего в нескольких километрах от боевых действий, но не знали об этом или не позволяли себе действовать без приказа. Однако это было проблемой для большинства западных бронетанковых частей во время битвы за Западную Европу: из всех участников конфликта, только немецкие танковые группы были достаточно хорошо оснащены и имели достаточно хорошее понимание того, насколько важна беспроводная связь в бою. Однако самой главной проблемой, являлось то, что Т.13, как и британский Light Tank Mk.VI, и французские Renault R35 и Renault FT, оказались почти небронированными. Поэтому, несмотря на большую пушку, у них не было возможности действовать как настоящее мобильное противотанковое оружие. Очень часто, когда Т.13, Т.15 и даже более тяжёлые AMC 35 бельгийской армии пытались контратаковать, Pak 36 и немецкие бронетанковые части уничтожали их полностью.
С другой стороны, 47-мм пушка оказалась очень ценной и была эффективна как против лёгких, так и против тяжёлых бронированных частей противника. 10 мая 1940 года, после того как разведгруппа немецкой первой танковой дивизии, не встретив особого сопротивления, ночью пересекла небольшую территорию Люксембурга, в близи Мартеланж, Т.13 из 4-й роты первой горнострелковой дивизии «Арденнские егеря» из засады уничтожил два бронеавтомобиля, шедших вместе с ней. Также, 12 мая 1940 года 3-й кавалерийский полк «Лансье», состоящий в том числе из Т.13, полностью уничтожил немецкую разведгруппу, шедшую по дороге между городами Зутлеу и Дрислинтер. Также, во время боевых действий, был случай когда снаряд из Т.13 пробил броню Panzer IV навылет.
Кроме того, с четырьмя членами экипажа, назначенными на каждый Т.13 В3 (версии В1 и В2 имели экипаж из трех человек), рабочая нагрузка была хорошо разделена, и при адекватной подготовке экипаж мог хорошо использовать свой истребитель танков. Столкнувшись с пехотой и легкобронированными целями, Т.13 преуспели ещё сильнее: 20 мая 1940 года близ Гента, бельгийской пехоте при поддержке Т.13 в результате контратаки удалось отбросить 192-й и 234-й пехотные полки Вермахта, но, правда из-за того, что британские войска к югу от Ауденарде получили приказ эвакуироваться в Дюнкерк 22 мая 1940 года, успех закрепить не удалось.

## Использование немцами захваченных Т.13
После того, как 28 мая 1940 года Битва за Бельгию закончилась немецкой оккупацией страны, Вермахт захватил все пригодные к эксплуатации Т.13. Они были переименованы в «Panzerjaeger VA 802 (b)» и наспех помечены «балкенкройцами», чтобы можно было отличить их от вражеских частей. По-видимому, некоторые из них участвовали в войне с оставшейся французской армией, хотя неясно, сколько Т.13 было использовано таким образом. Скорее всего, большинство этих машин никогда не покидали Бельгию, если не считать того, что позже в ходе войны их использовали в качестве металлолома. В основном они были использовались для обучения водителей и стрельбы по мишеням, лёгкой поддержки, охраны аэродромов, борьбы с повстанцами и, возможно, для береговой обороны. Правда, кроме редких фотографий, о использовании немцами Т.13 известно очень мало.

## Память
Единственный известный сохранившийся Т.13 В1 находится в Брюссельском Королевском музее армии и военной истории.